# Meigenia pauperata
Meigenia pauperata là một loài ruồi trong họ Tachinidae.